# Internodalbündel
Die Internodalbündel leiten die elektrische Erregung im rechten Herzvorhof vom Sinusknoten zum AV-Knoten. Der Name „internodal“ bedeutet „zwischen den Knoten“ (v. lat. nodus „Knoten“). Thomas Naum James entdeckte sie bei anatomischen und histologischen Untersuchungen am menschlichen Herzen. Die Existenz der Internodalbündel ist umstritten.

## Anatomie
Die Internodalbündel sind Teil des  spezifischen Erregungsleitungssystems. Im normalen Herzen entspringen dem Sinusknoten drei Faserzüge:
- Das vordere Internodalbündel (Bachmann-James-Bündel) verzweigt sich aus demselben Stamm wie das Bachmann-Bündel. Es zieht diagonal unterhalb der rechten Herzohres an der Vorhofhinterwand nach unten.
- Das mittlere Internodalbündel (Wenckebach-Bündel) verläuft oberhalb der Fossa ovalis.
- Das hintere  Internodalbündel (Thorel-Bündel) begleitet die Crista terminalis nach kaudal. Sie steigt zwischen den Mündungsfalten der Unteren Hohlvene (Eustachii) und des Koronarsinus (Thebesii) im Vorhofgrund nach oben.

Alle Internodalbündel enden im Atrioventrikularknoten (AV-Knoten). Sie dienen der Überleitung des Sinusimpulses zum AV-Knoten. Die Erregung breitet sich so über komplizierte intra- und interzelluläre Vorgänge im rechten Vorhof aus.